# Vadmacska
A vadmacska (Felis silvestris) a ragadozók rendjébe, azon belül a macskafélék családjába tartozó faj. Kisméretű ragadozó, amely az Ibériai-félszigettől Közép- és Kelet-Európában él a Kaukázusig. Kisemlősökkel, madarakkal és hasonló méretű más élőlényekkel (pl. halakkal, hüllőkkel, ízeltlábúakkal) táplálkozik. Számos alfaját leírták, melyek a világ különböző részein élnek, ideértve a mindenütt jelenlévő, olykor önálló fajként számon tartott házi macskát is, amely minden lakható kontinensen és a világ nagyobb szigetein is elterjedt, majd elvadult. (Újabb kutatások szerint csak 2 alfaja van.) Magyarországon 1974 óta védett, 2012 óta fokozottan védett fajnak minősül.

## Megjelenése
Természetes környezetében a vadmacska különböző élőhelytípusokon is megél, de főleg a nagy kiterjedésű, háborítatlan erdőségeket kedveli. Míg háziasított rokonának, a házi macskának rengeteg alak- és színváltozata van, a vadmacskák színe mindig szürkésbarna, a test alsó felén és a lábak belső részén okkersárga beütéssel. Rajzolata lehet elmosódott, vagy jellegzetesen cirmos, markáns, fekete harántcsíkokkal. Hossza (farokkal együtt) 80-110 cm; súlya évszakonként és nemenként különböző: általában 4-6 kg között van, karmai visszahúzhatók.
A vadmacska különösen félénk, óvatos állat. Kerüli a településeket és az ember által bolygatott, háborított helyeket. Magányosan él; az egyedek territóriumának nagysága főleg a táplálékmennyiségtől függ, általában 3 km².
Magyarországon ismert populációi élnek az Északi- és Dunántúli-középhegységben (Zemplén, Gömör–Tornai-karszt, Bükk-vidék, Mátra, Cserhát, Börzsöny, Gerecse, Vértes, Bakony,Mecsek), a Gödöllői-dombságban, síkvidékeinken pedig a Duna alsó szakaszát, a Drávát, a Tiszát és a Körösöket kísérő nagyobb kiterjedésű ártéri erdőkben.

## Rendszertani helyzete, alfajok
1778-ban Johann Christian Daniel von Schreber egy a 18. század eleji és azt megelőző szövegek alapján leírt vadmacskára a Felis (catus) silvestris tudományos nevet javasolta. Az 1800-as és 1900-as években több alfaját leírták, jelenleg azonban csak az alábbi 2 alfaját ismerik el:
- európai vadmacska (F. s. silvestris)
- kaukázusi vadmacska (F. s. caucasica)

Korábban az afrikai vadmacskát is az alfajának tekintették Felis silvestris lybica néven, nemrég azonban önálló fajjá (Felis lybica) nyilvánították. A kínai hegyimacskát (Felis bieti) egy időben szintén besorolták alfajnak, jelenleg azonban ez is önálló fajnak számít. A Természetvédelmi Világszövetség (IUCN) ma már a házi macskát is önálló fajnak tartja Felis catus néven. Az ázsiai vadmacskát és egyéb más egykori alfajokat az afrikai vadmacska alfajává nyilvánították vagy egybesorolták a jelenlegiekkel.

### Európai vadmacska
Az európai vadmacska (Felis silvestris silvestris) a nyugat-, közép-, és kelet-európai erdőkben, továbbá Skóciában és Törökországban él. Külső megjelenésre sokkal zömökebb testalkatú, mint a sivatagi és a házi macskák, melyektől jól elkülöníti sűrűbb, tömöttebb bundája és nagyobb mérete (hím: 5-7, nőstény: 4–5 kg; vadászati leírások ennél nagyobb kandúrokról is beszámolnak, melyek súlya állítólag meghaladta a 8 kg-ot). Fő ismertetőjegye azonban az elejétől a végéig egyenletesen vastag és a csúcsán mindig tompán lekerekített, bunkós végű farok, amelyen 5-7 fekete gyűrű található. A vadmacska nem tévesztendő össze az elvadult házi macskával, amellyel ellentétben leginkább alkonyatkor, éjjel és hajnalban aktív.

### Kaukázusi vadmacska
A kaukázusi vadmacska (Felis silvestris caucasica) a macskafélék (Felidae) családjába és a házimacskát is magában foglaló vadmacska (Felis silvestris) fajba tartozó alfaj. Elsősorban a Kaukázus hegység régiójában, valamint annak környékén található meg, ahol hegyvidéki és erdős területeken él. Ez az alfaj a vadmacskák egyike, melyek természetes élőhelyükön főként kisemlősökre és madarakra vadásznak. A kaukázusi vadmacska különleges ökológiai szerepe miatt fontos részét képezi az ottani élővilágnak, ugyanakkor élőhelyének zsugorodása és az emberi tevékenység növekvő hatása miatt veszélyeztetetté válhat.

### Evolúció
Az összes macskaféle szövetmintáiból a nukleáris DNS elemzése kimutatta, hogy a macskafélék evolúciós szétterjedése Ázsiában, a miocénben kezdődött körülbelül 14,45-8,38 millió évvel ezelőtt. A vadmacska egy olyan evolúciós leszármazási vonal része, amely a becslések szerint a Felis nem közös ősétől körülbelül 1,62-0,59 millió évvel ezelőtt vált el, a nukleáris DNS-ének elemzése alapján. Az adatok alapján a mocsári macska (Felis chaus) volt az első faj, amely elvált a többi Felis fajtól, ezután a feketelábú macska (F. nigripes), a homoki macska (F. margarita), az afrikai vadmacska (F. lybica), a kínai hegyimacska (F. bieti), majd a vadmacska vált el egymástól.
Az Európában talált fosszilis maradványok azt mutatják, hogy a vadmacska valószínűleg több mint 1 millió évvel ezelőtt alakult ki a Martelli-macskából (Felis lunensis).

## Képek

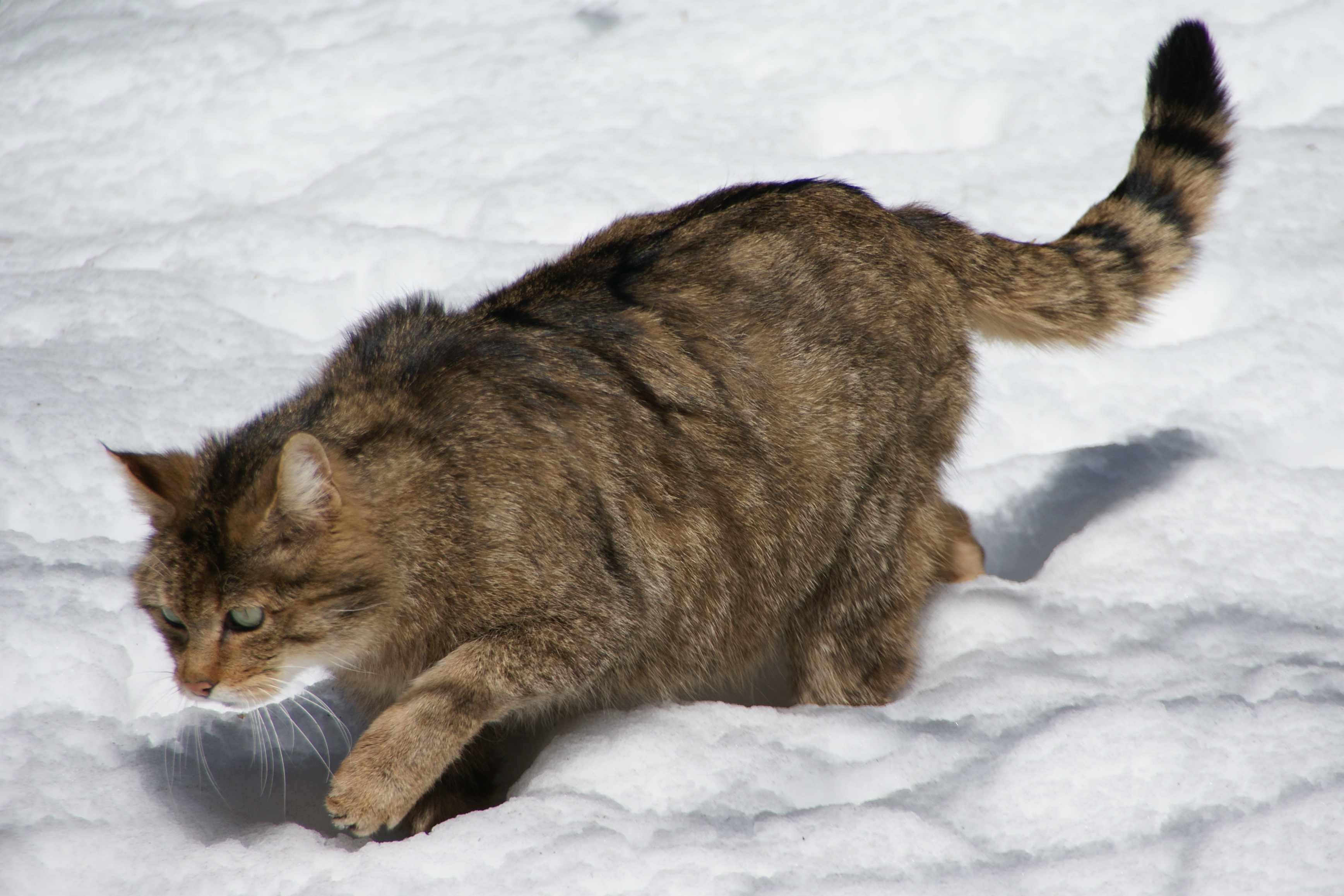
Európai vadmacska (Felis silvestris silvestris)
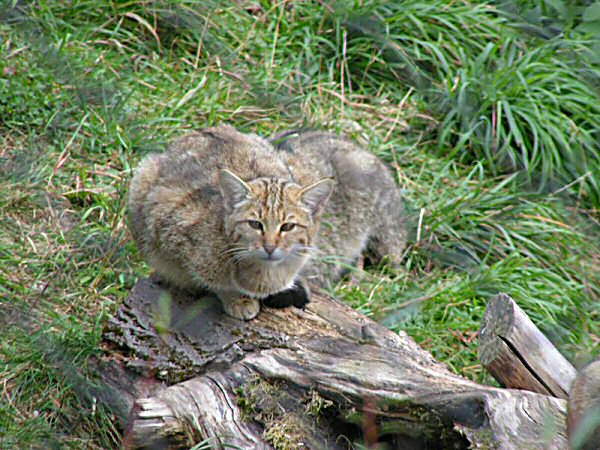
Európai vadmacska (Felis silvestris silvestris)
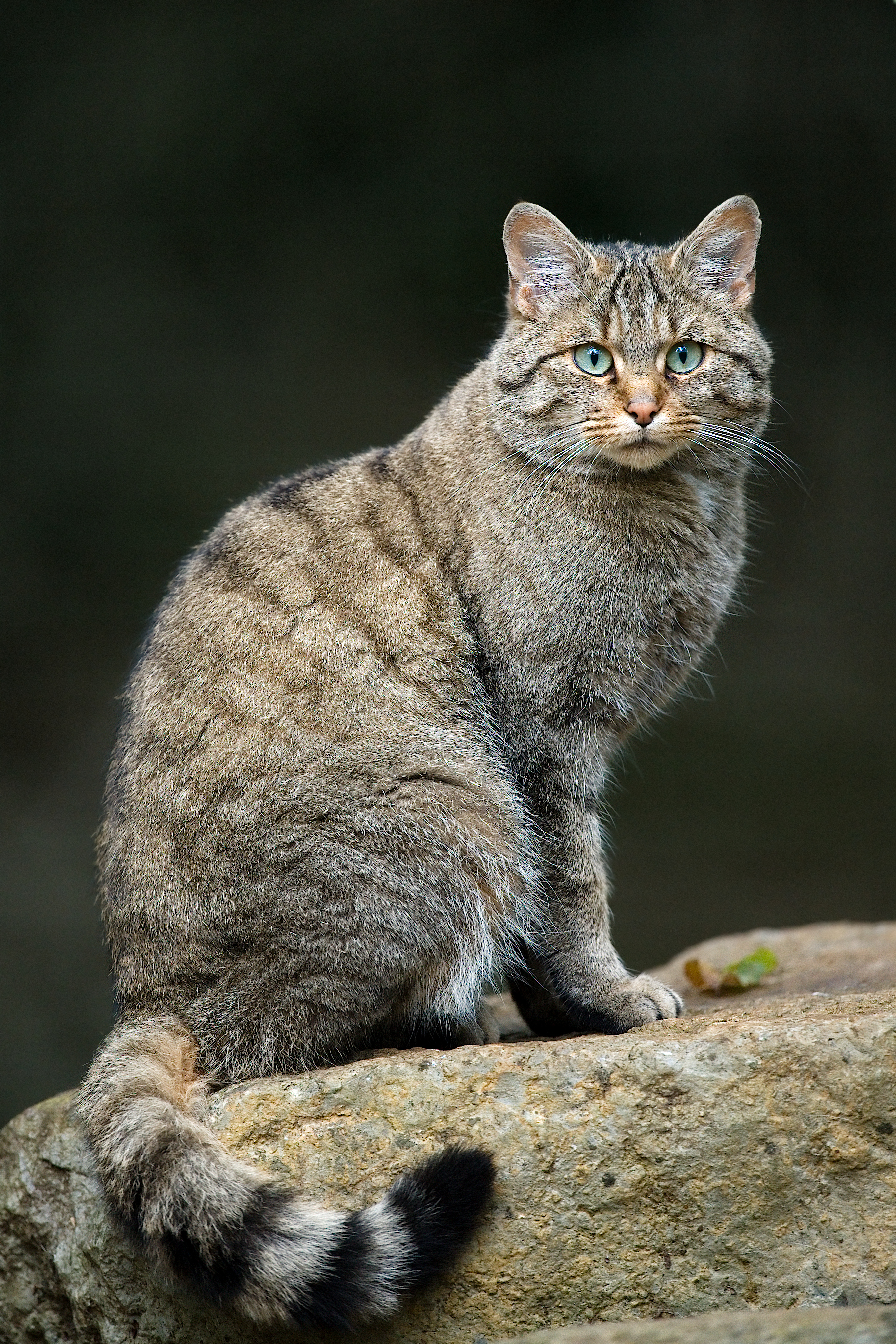
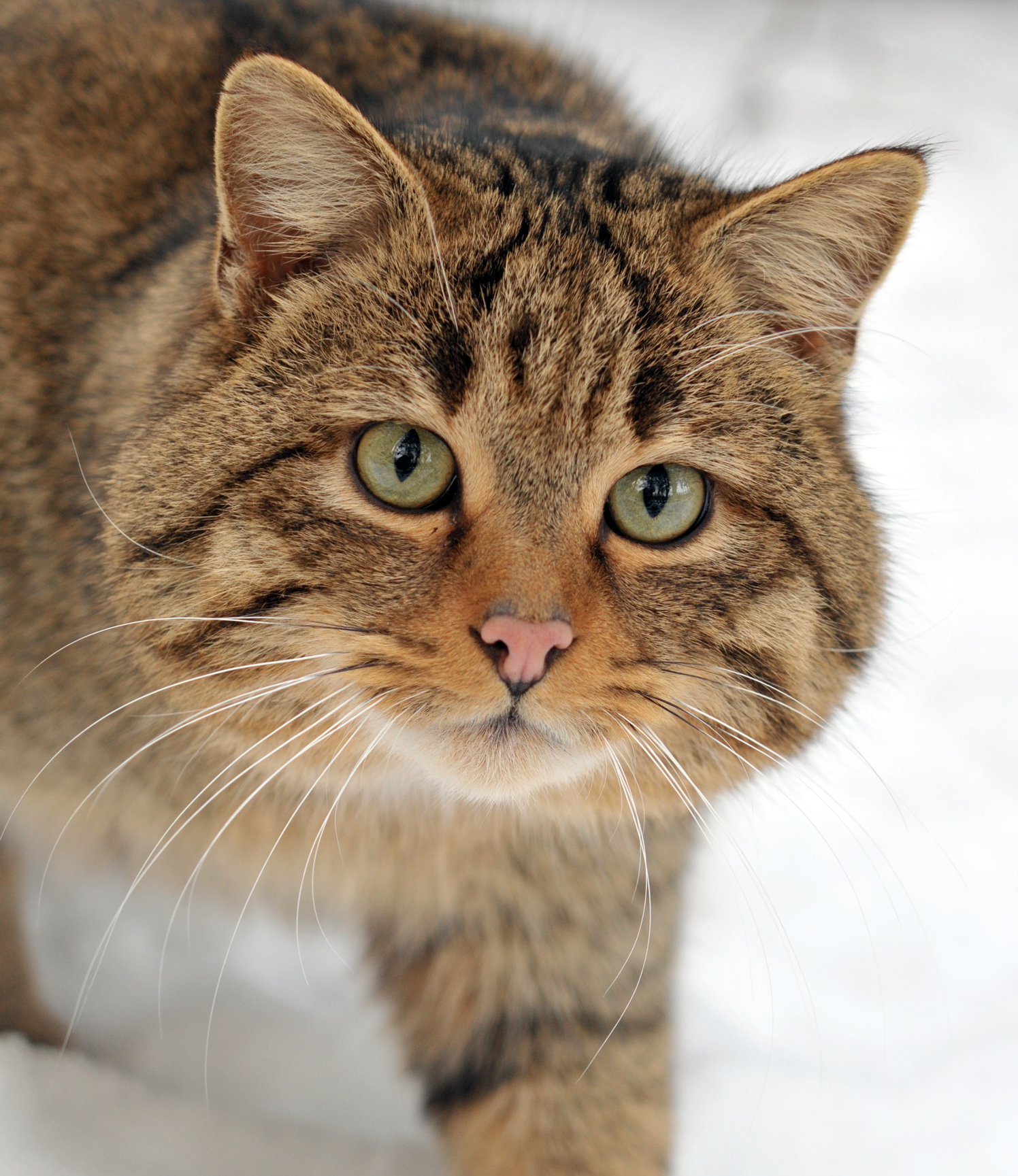
Európai vadmacska portréja
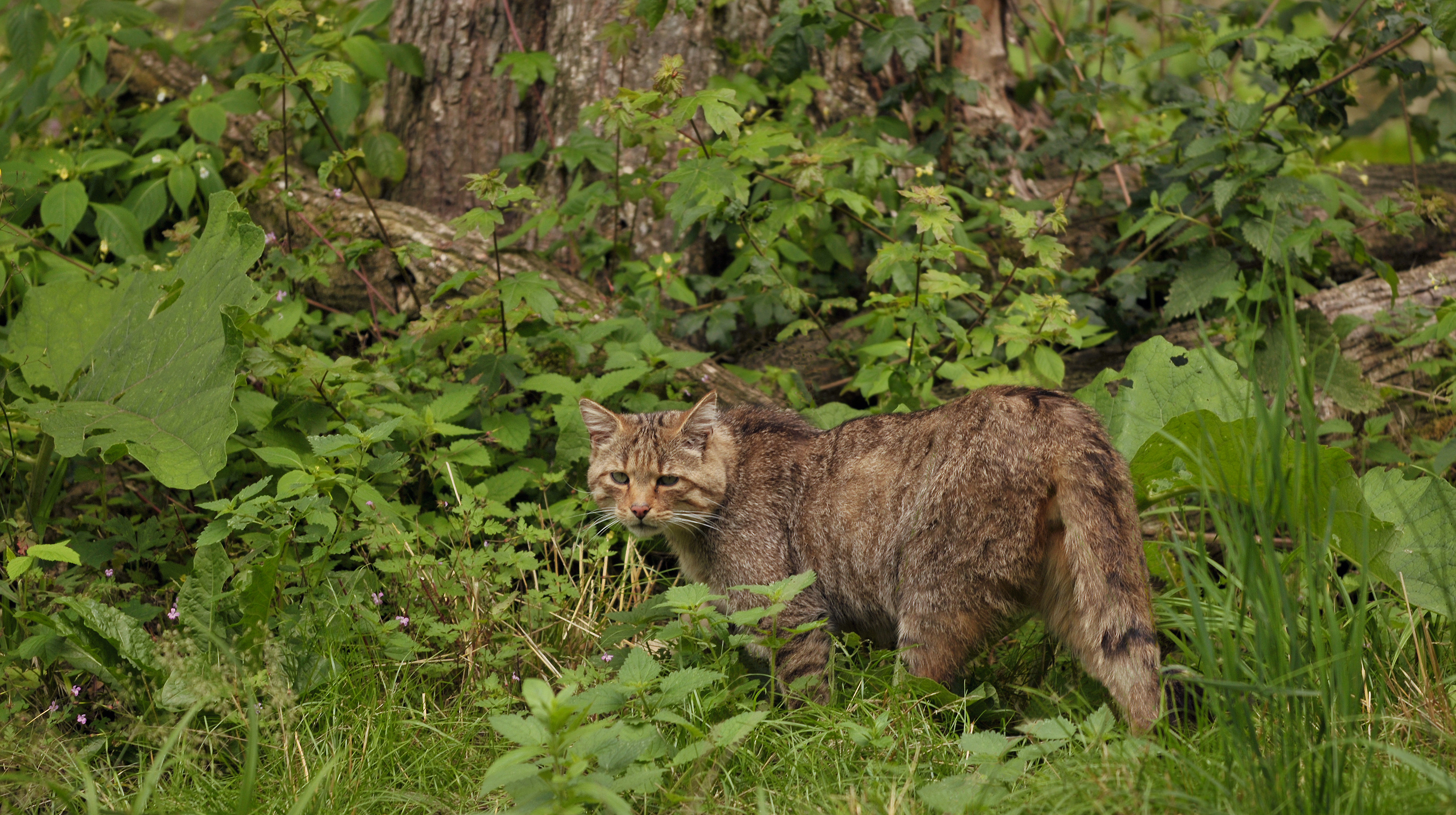